# Narok County
Narok County is een county en voormalig Keniaans district in de provincie Bonde la Ufa. Het district telt 365.750 inwoners (1999) en heeft een bevolkingsdichtheid van 24 inw/km². Ongeveer 3,8% van de bevolking leeft onder de armoedegrens en ongeveer 52,0% van de huishoudens heeft beschikking over elektriciteit.
Hoofdplaats is Narok.